# 农民巡逻队
农民巡逻队（西班牙語：Ronda campesina）是秘鲁农村地区的农民自发成立的巡逻队。1980年代初，在秘鲁北部秘鲁共产党 (光辉道路)和图帕克·阿马鲁革命运动叛乱期间尤为活跃。